# Fußball-Bezirksliga Potsdam 1970/71
Die Bezirksliga Potsdam 1970/71 war die 19. Austragung der vom Bezirksfachausschuss (BFA) Fußball Potsdam durchgeführten Bezirksliga Potsdam. Sie war die höchste Spielklasse im Bezirk Potsdam und die dritthöchste im Ligasystem auf dem Gebiet des DFV.
Die BSG Stahl Hennigsdorf sicherte sich mit drei Punkten Vorsprung auf die BSG Motor Babelsberg nach 1969 zum zweiten Mal den Bezirksmeistertitel. Beide Mannschaften stiegen direkt in die übergeordnete DDR-Liga auf, die zur Folgesaison von zwei auf fünf Staffeln aufgestockt wurde.
In eine der untergeordneten Bezirksklassestaffeln stiegen nach verpasster Bezirksliga-Relegation Aufbau Zehdenick und Lokomotive Kirchmöser ab. Im Gegenzug stiegen zur Folgesaison die Zweitvertretung von Motor Babelsberg, die BSG Eintracht Glindow, nach zweijähriger Abwesenheit die BSG Lokomotive Wittstock und die SG Dynamo Gransee auf.

## Abschlusstabelle
| Pl. | Verein                    | Sp. | S  | U | N  | Tore    | Diff. | Punkte |
| --- | ------------------------- | --- | -- | - | -- | ------- | ----- | ------ |
| 1.  | BSG Stahl Hennigsdorf     | 30  | 27 | 1 | 2  | 135:250 | +110  | 55:50  |
| 2.  | BSG Motor Babelsberg      | 30  | 25 | 2 | 3  | 107:200 | +87   | 52:80  |
| 3.  | BSG Motor Hennigsdorf     | 30  | 24 | 1 | 5  | 096:290 | +67   | 49:11  |
| 4.  | BSG Chemie Premnitz       | 30  | 18 | 4 | 8  | 052:270 | +25   | 40:20  |
| 5.  | BSG Motor Ludwigsfelde    | 30  | 15 | 8 | 7  | 062:390 | +23   | 38:22  |
| 6.  | BSG Motor Süd Brandenburg | 30  | 13 | 3 | 14 | 058:670 | −9    | 29:31  |
| 7.  | BSG Motor Rathenow        | 30  | 11 | 5 | 14 | 048:520 | −4    | 27:33  |
| 8.  | BSG DEFA Babelsberg (N)   | 30  | 11 | 4 | 15 | 038:490 | −11   | 26:34  |
| 9.  | BSG Empor Neuruppin       | 30  | 10 | 6 | 14 | 039:520 | −13   | 26:34  |
| 10. | BSG Motor Pritzwalk       | 30  | 9  | 5 | 16 | 042:800 | −38   | 23:37  |
| 11. | SG Vorwärts/Motor Teltow  | 30  | 8  | 5 | 17 | 028:650 | −37   | 21:39  |
| 12. | BSG Lokomotive Jüterbog   | 30  | 9  | 3 | 18 | 035:900 | −55   | 21:39  |
| 13. | TSV Luckenwalde           | 30  | 7  | 6 | 17 | 036:510 | −15   | 20:40  |
| 14. | BSG Einheit Nauen (N)     | 30  | 8  | 4 | 18 | 033:660 | −33   | 20:40  |
| 15. | BSG Aufbau Zehdenick      | 30  | 8  | 3 | 19 | 035:790 | −44   | 19:41  |
| 16. | BSG Lokomotive Kirchmöser | 30  | 4  | 6 | 20 | 023:760 | −53   | 14:46  |

| (N) Aufsteiger aus der Bezirksklasse 1969/70 |

## Kreuztabelle
Die Kreuztabelle stellt die Ergebnisse aller Spiele dieser Saison dar. Die Heimmannschaft ist in der linken Spalte aufgelistet und die Gastmannschaft in der obersten Reihe.
| Bezirksliga Potsdam 23. August 1970 – 23. Mai 1971 | Bezirksliga Potsdam 23. August 1970 – 23. Mai 1971 | BSG Stahl Hennigsdorf | BSG Motor Babelsberg | BSG Motor Hennigsdorf | BSG Chemie Premnitz | BSG Motor Ludwigsfelde | BSG Motor Süd Brandenburg | BSG Motor Rathenow | BSG DEFA Babelsberg | BSG Empor Neuruppin | BSG Motor Pritzwalk | V/M TEL | JÜT  | TSV Luckenwalde | BSG Einheit Nauen | ZEH | BSG Lokomotive Kirchmöser |
| -------------------------------------------------- | -------------------------------------------------- | --------------------- | -------------------- | --------------------- | ------------------- | ---------------------- | ------------------------- | ------------------ | ------------------- | ------------------- | ------------------- | ------- | ---- | --------------- | ----------------- | --- | ------------------------- |
| 01.                                                | BSG Stahl Hennigsdorf                              |                       | 5:2                  | 4:2                   | 1:2                 | 4:1                    | 9:0                       | 2:1                | 5:1                 | 6:1                 | 7:0                 | 6:0     | 12:1 | 6:0             | 4:2               | 6:1 | 8:0                       |
| 02.                                                | BSG Motor Babelsberg                               | 2:3                   |                      | 3:0                   | 2:0                 | 2:1                    | 6:0                       | 6:1                | 2:0                 | 9:0                 | 6:0                 | 2:0     | 7:0  | 4:1             | 4:0               | 4:0 | 10:0                      |
| 03.                                                | BSG Motor Hennigsdorf                              | 3:0                   | 1:1                  |                       | 2:0                 | 1:3                    | 3:1                       | 2:1                | 2:0                 | 2:1                 | 4:0                 | 4:0     | 7:1  | 3:1             | 9:0               | 8:0 | 7:0                       |
| 04.                                                | BSG Chemie Premnitz                                | 0:2                   | 1:0                  | 2:1                   |                     | 0:0                    | 3:0                       | 1:0                | 4:0                 | 2:0                 | 1:2                 | 3:0     | 5:0  | 2:0             | 3:1               | 0:0 | 4:2                       |
| 05.                                                | BSG Motor Ludwigsfelde                             | 0:4                   | 2:4                  | 0:2                   | 1:1                 |                        | 6:0                       | 0:0                | 1:2                 | 1:1                 | 3:3                 | 4:1     | 5:0  | 0:0             | 2:0               | 2:0 | 2:1                       |
| 06.                                                | BSG Motor Süd Brandenburg                          | 0:4                   | 0:3                  | 1:2                   | 3:1                 | 2:0                    |                           | 1:1                | 1:1                 | 2:1                 | 2:2                 | 7:1     | 6:1  | 1:2             | 2:1               | 8:0 | 2:0                       |
| 07.                                                | BSG Motor Rathenow                                 | 1:4                   | 1:2                  | 1:4                   | 0:3                 | 0:4                    | 1:4                       |                    | 3:0                 | 3:1                 | 1:0                 | 5:0     | 7:2  | 1:1             | 2:0               | 4:2 | 1:0                       |
| 08.                                                | BSG DEFA Babelsberg                                | 0:4                   | 1:2                  | 1:2                   | 0:1                 | 1:1                    | 2:3                       | 1:2                |                     | 1:0                 | 5:1                 | 3:2     | 2:2  | 2:0             | 1:0               | 4:1 | 2:0                       |
| 09.                                                | BSG Empor Neuruppin                                | 0:0                   | 0:3                  | 1:2                   | 2:0                 | 1:3                    | 3:1                       | 0:0                | 1:2                 |                     | 4:0                 | 0:0     | 2:2  | 3:2             | 4:1               | 0:0 | 3:1                       |
| 10.                                                | BSG Motor Pritzwalk                                | 0:3                   | 0:4                  | 2:3                   | 1:3                 | 1:3                    | 4:0                       | 1:2                | 4:1                 | 4:1                 |                     | 1:1     | 6:3  | 2:1             | 5:1               | 2:1 | 0:0                       |
| 11.                                                | SG Vorwärts/Motor Teltow                           | 0:4                   | 1:6                  | 1:3                   | 3:1                 | 1:3                    | 2:1                       | 1:0                | 0:2                 | 0:1                 | 0:0                 |         | 0:1  | 1:0             | 0:0               | 0:2 | 4:0                       |
| 12.                                                | BSG Lokomotive Jüterbog                            | 0:5                   | 0:3                  | 0:5                   | 0:1                 | 0:3                    | 2:3                       | 2:1                | 0:1                 | 0:3                 | 4:0                 | 3:0     |      | 0:1             | 2:1               | 2:0 | 2:0                       |
| 13.                                                | TSV Luckenwalde                                    | 2:3                   | 1:2                  | 0:4                   | 1:2                 | 1:1                    | 0:1                       | 1:0                | 1:0                 | 1:2                 | 7:0                 | 0:0     | 1:2  |                 | 1:0               | 3:0 | 2:2                       |
| 14.                                                | BSG Einheit Nauen                                  | 0:4                   | 0:3                  | 0:3                   | 1:1                 | 3:5                    | 2:1                       | 3:2                | 2:1                 | 2:1                 | 3:0                 | 0:1     | 1:2  | 2:1             |                   | 2:0 | 0:0                       |
| 15.                                                | BSG Aufbau Zehdenick                               | 1:7                   | 0:2                  | 3:2                   | 0:4                 | 2:3                    | 3:2                       | 3:3                | 2:1                 | 0:1                 | 6:0                 | 0:3     | 2:1  | 3:0             | 1:4               |     | 2:0                       |
| 16.                                                | BSG Lokomotive Kirchmöser                          | 2:3                   | 1:1                  | 1:3                   | 2:1                 | 1:2                    | 1:3                       | 1:3                | 0:0                 | 2:1                 | 0:1                 | 3:5     | 0:0  | 1:4             | 1:0               | 1:0 |                           |

## Torschützenliste
|    | Spieler             | Verein                | Tore |
| -- | ------------------- | --------------------- | ---- |
| 1. | Wolfram Herlitschke | BSG Stahl Hennigsdorf | 41   |
| 2. | Werner Seibt        | BSG Motor Babelsberg  | 30   |
| 3. | Siegfried Kuhlbrodt | BSG Motor Babelsberg  | 23   |
| 4. | Bernd Gebes         | BSG Stahl Hennigsdorf | 22   |
| 5. | Hans-Jürgen Merkel  | BSG Motor Hennigsdorf | 17   |
| 6. | Wolfgang Wittstock  | BSG Motor Hennigsdorf | 16   |
| 6. | Hanne               | BSG Motor Pritzwalk   | 16   |
| 8. | Ingolf Ruhloff      | BSG Stahl Hennigsdorf | 15   |
| 8. | Helmut Kalbe        | BSG Motor Hennigsdorf | 15   |

## Zuschauer
- In 240 Spielen kamen 200.000 Zuschauer (⌀ 833 pro Spiel) in die Stadien.

Größte Heimkulisse (⌀)
24.000  (⌀ 1.600) BSG Motor Babelsberg
20.600  (⌀ 1.373) TSV Luckenwalde

## Bezirksmeister
| 1.                             | BSG Stahl Hennigsdorf |
| Logo der BSG Stahl Hennigsdorf | Dieter Dehne Gerd Martens, Jan-Hinnerk Uhden, Hartmut Richter, Eberhard Schmutzler Hans Sturm, Dieter Bolz, Bernd Gebes Ingolf Ruhloff, Wolfram Herlitschke, Dieter Heinrich Trainer: Gerhard Vogt |
| Logo der BSG Stahl Hennigsdorf | außerdem: Dieter Blochel (Tor), Manfred Tübbicke (Tor); Bernd Brösicke, Heinz Fabianek, Heinz Richter, Detlef Ziesel, Gerhard Kanter                                                               |

## Bezirksliga-Relegation
Die Relegation wurde in zwei Gruppen (regionale Gesichtspunkte) ausgespielt. In jeder Gruppe traf ein Vertreter aus der Bezirksliga auf normalerweise zwei Staffelsieger aus der Bezirksklasse. In der Staffel C der Bezirksklasse errang wie im Vorjahr die Zweitvertretung von Motor Hennigsdorf den ersten Rang. Da Hennigsdorf nicht aufstiegsberechtigt war, ging der freie Platz an den Zweitplatzierten Dynamo Gransee. Die beiden Erstplatzierten jeder Gruppe stiegen in die Bezirksliga 1971/72 auf.

### Gruppe 1
Abschlusstabelle
| Pl. | Verein                                      | Sp. | S | U | N | Tore    | Diff. | Punkte |
| --- | ------------------------------------------- | --- | - | - | - | ------- | ----- | ------ |
| 1.  | BSG Motor Babelsberg II (Staffel D)         | 4   | 2 | 1 | 1 | 012:300 | +9    | 05:30  |
| 2.  | BSG Eintracht Glindow (Staffel B)           | 4   | 1 | 2 | 1 | 004:700 | −3    | 04:40  |
| 3.  | BSG Lokomotive Kirchmöser (16. Bezirksliga) | 4   | 1 | 1 | 2 | 003:900 | −6    | 03:50  |

Kreuztabelle
Die Kreuztabelle stellt die Ergebnisse aller Spiele dieser Aufstiegsrunde dar. Die Heimmannschaft ist in der linken Spalte aufgelistet und die Gastmannschaft in der obersten Reihe.
| Relegationsrunde 30. Mai 1971 – 4. Juli 1971 | Relegationsrunde 30. Mai 1971 – 4. Juli 1971 | BSG Motor Babelsberg II | Glindow | BSG Lokomotive Kirchmöser |
| -------------------------------------------- | -------------------------------------------- | ----------------------- | ------- | ------------------------- |
| 1.                                           | BSG Motor Babelsberg II                      |                         | 5:0     | 5:0                       |
| 2.                                           | BSG Eintracht Glindow                        | 1:1                     |         | 2:0                       |
| 3.                                           | BSG Lokomotive Kirchmöser                    | 2:1                     | 1:1     |                           |

### Gruppe 2
Abschlusstabelle
| Pl. | Verein                                 | Sp. | S | U | N | Tore    | Diff. | Punkte |
| --- | -------------------------------------- | --- | - | - | - | ------- | ----- | ------ |
| 1.  | BSG Lokomotive Wittstock (Staffel A)   | 4   | 4 | 0 | 0 | 011:200 | +9    | 08:0   |
| 2.  | SG Dynamo Gransee (2. Staffel C)       | 4   | 1 | 0 | 3 | 005:900 | −4    | 02:60  |
| 3.  | BSG Aufbau Zehdenick (15. Bezirksliga) | 4   | 1 | 0 | 3 | 003:800 | −5    | 02:60  |

Kreuztabelle
Die Kreuztabelle stellt die Ergebnisse aller Spiele dieser Aufstiegsrunde dar. Die Heimmannschaft ist in der linken Spalte aufgelistet und die Gastmannschaft in der obersten Reihe.
| Relegationsrunde 30. Mai 1971 – 4. Juli 1971 | Relegationsrunde 30. Mai 1971 – 4. Juli 1971 | Wittstock | Gransee | Zehdenick |
| -------------------------------------------- | -------------------------------------------- | --------- | ------- | --------- |
| 1.                                           | BSG Lokomotive Wittstock                     |           | 2:0     | 3:0       |
| 2.                                           | SG Dynamo Gransee                            | 2:4       |         | 1:2       |
| 3.                                           | BSG Aufbau Zehdenick                         | 0:2       | 1:2     |           |